# Psykisk arkæologi
Psykisk arkæologi eller pararkæologi og intuitiv arkæologi er en løs samling af metoder, der involverer overnaturlige fænomener til at løse problemer inden for arkæologi. Det bliver ikke betragtet som en del af almindelig arkæologi, og der undervises ikke i det på nogle uddannelsesinstitutioner. Det er vanskeligt at teste med videnskabelige metoder, da arkæologiske områder ofte er relativt forladt, og alle forudsigelser kan være resultatet af kvalificerede gæt. 
Udførere af psykisk arkæologi benytter en række divinationsmetoder fra pseudovidenskabelige metoder som kvistgang og medier. Nogle psykiske arkæologer bentyter feltarbejde, mens andre som Edgar Cayce (der påstår at have adgang til Akasha-kronikken), benytter udelukkende fjernsyn. Frederick Bligh Bonds forskning ved Glastonbury Abbey er en af de første dokumenterede eksempler på psykisk arkæologi og et af de primære eksempler der i mange diskussioner af psykisk arkæologi.